# Quasifuchssche Gruppe

Limesmenge einer quasifuchsschen Gruppe

In der mathematischen Theorie der Kleinschen Gruppe ist eine quasifuchssche Gruppe eine Kleinsche Gruppe, deren Limesmenge eine Jordankurve ist. Der Begriff verallgemeinert den Begriff der Fuchsschen Gruppen.

## Definition
Eine Kleinsche Gruppe {\displaystyle \Gamma } ist eine diskrete Gruppe von Isometrien des hyperbolischen Raumes. Ihre Limesmenge {\displaystyle \Lambda (\Gamma )} ist die Menge der Häufungspunkte eines beliebigen Orbits im Rand im Unendlichen {\displaystyle S_{\infty }^{2}=\partial _{\infty }H^{3}}. Die Gruppe ist eine quasifuchssche Gruppe, wenn {\displaystyle \Lambda (\Gamma )} eine Jordankurve ist.
Während die Limesmenge einer Fuchsschen Gruppe ein Kreis ist, sind die Limesmengen allgemeiner quasifuchsscher Gruppen häufig komplizierte fraktale Kurven. Weil die Limesmenge {\displaystyle \Gamma }-invariant ist, haben diese Kurven eine hochgradige Symmetrie.
Jede quasifuchssche Gruppe lässt sich mittels eines quasikonformen Homöomorphismus in eine Fuchssche Gruppe konjugieren.

## Quasifuchssche Gruppen als Verallgemeinerung Fuchsscher Gruppen
Gelegentlich findet sich in der Literatur auch die allgemeinere Definition, dass die Limesmenge in einer Jordankurve enthalten sein soll. Quasifuchssche Gruppen erster Art sind dann diejenigen, für die die Limesmenge eine Jordankurve ist (die also obige Definition erfüllen), während Kleinsche Gruppen, deren Limesmenge eine echte Teilmenge einer Jordan-Kurve ist, dann als quasifuchssche Gruppen zweiter Art bezeichnet werden.
Mittels der Einbettung {\displaystyle \mathrm {PSL} (2,\mathbb {R} )\to \mathrm {PSL} (2,\mathbb {C} )=\mathrm {Isom} ^{+}(H^{3})} können Fuchssche Gruppen als Kleinsche Gruppen aufgefasst werden. Die Limesmenge einer Fuchsschen Gruppe ist in einem Kreis enthalten. Quasifuchssche Gruppen erster und zweiter Art verallgemeinern also Fuchssche Gruppen erster und zweiter Art.

## Fraktale Struktur der Limesmenge
Für Fuchssche Gruppen erster Art ist die Hausdorff-Dimension der Limesmenge stets {\displaystyle 1}.
Wenn eine quasifuchssche Gruppe {\displaystyle \Gamma } keine Fuchssche Gruppe ist, dann ist die Hausdorff-Dimension der Limesmenge strikt größer als {\displaystyle 1}, man erhält also ein {\displaystyle \Gamma }-invariantes Fraktal.

## Topologie der Quotientenmannigfaltigkeit
Eine torsionsfreie quasifuchssche Gruppe {\displaystyle \Gamma } ist isomorph zur Fundamentalgruppe einer Fläche {\displaystyle S}. Die Kleinsche Mannigfaltigkeit {\displaystyle \Gamma \backslash H^{3}} ist dann homôomorph zu {\displaystyle S\times \mathbb {R} }.
Endlich erzeugte quasifuchssche Gruppen sind geometrisch endlich, ihr konvexer Kern hat endliches Volumen.

## Diskontinuitätsbereich und konformer Rand
Nach dem Jordanschen Kurvensatz besteht der als Komplement {\displaystyle S_{\infty }^{2}\setminus \Lambda (\Gamma )} der Limesmenge definierte Diskontinuitätsbereich {\displaystyle \Omega (\Gamma )} aus zwei Gebieten {\displaystyle \Omega _{1},\Omega _{2}}, die beide homöomorph zur Kreisscheibe sind. Die Gruppe {\displaystyle \Gamma } wirkt eigentlich diskontinuierlich auf diesen Gebieten, die Quotienten
{\displaystyle X=\Gamma \backslash \Omega _{1},Y=\Gamma \backslash \Omega _{2}}
sind also Riemannsche Flächen. Sie werden als konformer Rand der Kleinschen Mannigfaltigkeit {\displaystyle \Gamma \backslash H^{3}} bezeichnet.

## Simultane Uniformisierung
Der Uniformisierungssatz von Lipman Bers besagt, dass sich der Modulraum aller quasifuchsschen Gruppen von vorgegebenem Isomorphietyp {\displaystyle \Gamma } durch das Produkt zweier Kopien des Teichmüllerraums von {\displaystyle \Gamma } parametrisieren lässt:
{\displaystyle \mathrm {QF} (\Gamma )\cong \mathrm {T} (\Gamma )\times \mathrm {T} (\Gamma )}
Diese Bijektion erhãlt man, indem jeder quasifuchsschen Gruppe ihr konformer Rand als Element im Produkt zweier Teichmüllerrâume zugeordnet wird.
Insbesondere ist für eine Flächengruppe (d. h. die Fundamentalgruppe einer geschlossenen orientierbaren Fläche) der Modulraum ihrer quasifuchsschen Deformationen {\displaystyle (12g-12)}-dimensional.
Simultane Uniformisierung wird zur Konstruktion von Bers-Schnitten und der skinning map benutzt.

## AdS-quasifuchssche Gruppen
Neben den obigen auf dem hyperbolischen Raum {\displaystyle \mathbb {H} ^{3}=\mathrm {O} (3,1)/\mathrm {O} (3)} wirkenden quasifuchsschen Gruppen gibt es auch gewisse auf dem Anti-de-Sitter-Raum {\displaystyle \mathrm {AdS} ^{3}=\mathrm {O} (2,2)/\mathrm {O} (2,1)} wirkende AdS-quasifuchssche Gruppen. Diese sind die Holonomiegruppen von GHMC-Mannigfaltigkeiten (global hyperbolischen maximal Cauchy-kompakten Mannigfaltigkeiten).